# Sullivan Fortner
Sullivan Joseph Fortner (New Orleans, 1986) is een Amerikaanse jazzpianist en -componist.

## Biografie
Fortner groeide op in New Orleans. Op zijn vierde ging hij, geïnspireerd door kerkmuziek, piano spelen. Hij studeerde aan Oberlin Conservatory of Music (bachelor) en Manhattan School of Music (master).
In 2009 was Fortner lid van de band van Stefon Harris. Verder werkte hij in het kwintet van Roy Hargrove en ondersteunde diens saxofonist Justin Robinson bij opnames in de platenstudio. Hij werkte verder met Nicholas Payton, Billy Hart, Gary Bartz, Marcus Belgrave, Peter Bernstein en Dave Liebman.
In 2015 richtte hij een eigen kwartet op, met saxofonist Tivon Pennicott, bassist Ameen Saleem en drummer Jeremy Clemons. Zijn groep speelde meerdere keren in Europa en begeleidde zangeres Roberta Gambarini (2016).

## Prijzen en onderscheidingen
Fortner won in 2015 de Cole Porter Fellowship in Jazz van de American Pianists Association.

## Discografie
- Aria (Impulse! 2015, met Tivon Pennicott, Aidan Carroll, Joe Dyson Jr.)[9]

als sideman
- Donald Harrison Quantum Leaps (Fomp 2010)
- Theo Croker Afro Physicist (OKeh/DDB 2011)
- Justin Robinson Alana's Fantasy (Criss Cross Jazz 2013)
- Lauren Henderson A la Madrugada (CD-Baby 2015)